# هاپلند (کالیفرنیا)
هاپلند (به انگلیسی: Hopland) یک منطقهٔ مسکونی در ایالات متحده آمریکا است که در شهرستان مندوسینو، کالیفرنیا واقع شده‌است. هاپلند ۹٫۲۵۴ کیلومتر مربع مساحت و ۷۵۶ نفر جمعیت دارد و ۱۵۳ متر بالاتر از سطح دریا واقع شده‌است.